# Agnieszka Matuszewska
Agnieszka Matuszewska ist eine polnische Prähistorikerin.

## Leben
Agnieszka Matuszewska begann 1998 ein Studium der Ur- und Frühgeschichte am prähistorischen Institut der Universität Posen. 2003 erlangte sie mit einer Arbeit zur Glockenbecherkultur in der Waldzone der Flüsse Weichsel und Dnepr den Magister-Grad. Es folgte ein Promotionsstudium, das sie 2008 mit einer Arbeit zur Schnurkeramikkultur an der unteren Oder abschloss. Zwischen 2007 und 2009 war sie als wissenschaftliche Mitarbeiterin an der Universität Posen angestellt, danach wechselte sie an die Universität Stettin.
Matuszewska absolvierte Praktika an der Nationalen Akademie der Wissenschaften von Belarus in Minsk und der Universität Aarhus (Dänemark). Sie nahm an Grabungen auf der frühbronzezeitlichen befestigten Siedlung in Bruszczewo (Woiwodschaft Großpolen), an der Schiffssetzung Ales Stenar in Ystad (Schweden), in Mierzyn (Woiwodschaft Westpommern) sowie an verschiedenen Rettungsgrabungen teil. Sie leitete ein Forschungsprojekt zur Rekonstruktion von Großsteingräbern in Dolice und der frühneolithischen Kreisgrabenanlage in Nowe Objezierze.
Matuszewska ist Mitbegründerin und Koordinatorin des Studiengangs Cultural Heritage Management an der Universität Stettin. Sie leitet im Auftrag der Universität ein Projekt zum Aufbau eines archäologischen Freilichtmuseums in Dolice. Sie war Mitglied im Komitee für das Spätneolithikum und die frühe Bronzezeit des Komitees für vor- und frühgeschichtliche Wissenschaften der Abteilung I der Polnischen Akademie der Wissenschaften während dessen sechster Amtszeit. Seit 2016 ist sie Vorsitzende der Westpommerschen Abteilung des Wissenschaftlichen Verbands Polnischer Archäologen.

## Schriften (Auswahl)
- Kultura ceramiki sznurowej na Dolnym Nadodrzu (= Archaeologia bimaris. Monografie. Band 5). Wydawn. Poznańskie, Poznań 2011, ISBN 978-83-7177-781-3.